# Lionel Van Brabant
Lionel Van Brabant (* 24. Juni 1926 in Zwevegem; † 3. Juli 2004 in Kortrijk) war ein belgischer Radrennfahrer und nationaler Meister im Radsport.

## Sportliche Laufbahn
Van Brabant (auch Vanbrabandt) war im Bahnradsport und im Straßenradsport aktiv. 1946 und 1947 war er Unabhängiger. 1948 wurde er Berufsfahrer im Radsportteam Mercier-Hutchinson und blieb bis 1957 als Radprofi aktiv. 1945 wurde er Zweiter der nationalen Meisterschaft im Straßenrennen der Unabhängigen. In der Belgien-Rundfahrt für Unabhängige wurde er 1948 Zweiter und gewann den Straßentitel in dieser Klasse. 1949 wurde er Zweiter bei Dwars door Vlaanderen hinter Raymond Impanis, 1951 Zweiter im Omloop Het Volk und Dritter bei Gent–Wevelgem.
In den Rennen der Monumente des Radsports war der 8. Platz im Rennen Paris–Roubaix 1951 sein bestes Resultat.